# Puccinia vaga
Puccinia vaga ist eine Ständerpilzart aus der Ordnung der Rostpilze (Pucciniales). Der Pilz ist ein Endoparasit der Korbblütlergattung Verbesina. Symptome des Befalls durch die Art sind Rostflecken und Pusteln auf den Blattoberflächen der Wirtspflanzen. Sie ist im südlichen Nordamerika verbreitet.

## Merkmale

### Makroskopische Merkmale
Puccinia vaga ist mit bloßem Auge nur anhand der auf der Oberfläche des Wirtes hervortretenden Sporenlager zu erkennen. Sie wachsen in Nestern, die als gelbliche bis braune Flecken und Pusteln auf den Blattoberflächen erscheinen.

### Mikroskopische Merkmale
Das Myzel von Puccinia vaga wächst wie bei allen Puccinia-Arten interzellulär und bildet Saugfäden, die in das Speichergewebe des Wirtes wachsen. Ihre Spermogonien wachsen oberseitig auf den Wirtsblättern. Die blattunterseitig wachsenden Aecien der Art sind gelb bis sandfarben und stehen einzeln oder in Gruppen. Sie besitzen 21–28 × 18–22 µm große, kugelige bis breitellipsoide, farblose Aeciosporen mit warziger Oberfläche. Die beidseitig wachsenden Uredien des Pilzes sind zimtbraun. Ihre goldenen bis hell zimtbraunen Uredosporen sind 23–27 × 19–23 µm groß, eiförmig bis breitellipsoid und stachelwarzig. Die beidseitig und auf Stängeln wachsenden Telien der Art sind schwarzbraun, tendenziell pulverig und unbedeckt. Die kastanienbraunen Teliosporen sind zweizellig, in der Regel ellipsoid und 38–46 × 24–28 µm groß. Ihre Stiele sind farblos und bis zu 115 µm lang.

## Verbreitung
Das bekannte Verbreitungsgebiet von Puccinia vaga reicht von den südwestlichen Texas bis nach Südwestmexiko.

## Ökologie
Die Wirtspflanzen von Puccinia vaga sind Verbesina oreophila und V. sphaerocephala. Der Pilz ernährt sich von den im Speichergewebe der Pflanzen vorhandenen Nährstoffen, seine Sporenlager brechen später durch die Blattoberfläche und setzen Sporen frei. Die Art durchläuft einen Entwicklungszyklus mit Spermogonien, Aecien, Telien und Uredien, vollzieht aber keinen Wirtswechsel.